# 8166 Buczynski
8166 Buczynski este un asteroid din centura principală de asteroizi.

## Descriere
8166 Buczynski este un asteroid din centura principală de asteroizi. A fost descoperit pe 12 ianuarie 1991 la Stakenbridge de Brian G. W. Manning. El prezintă o orbită caracterizată de o semiaxă mare de 2,40 ua, o excentricitate de 0,14 și o înclinație de 1,2° în raport cu ecliptica.